# マーティン・ヘグルンド
マーティン・ヘグルンド（Martin Hägglund, 1976年11月23日 - ）は、スウェーデン出身の哲学者、文学理論家、近代文学研究者。イェール大学の比較文学・人文学教授。また、ハーバード・ソサイエティ・オブ・フェローズのメンバーとして、2009年から2012年までジュニア・フェローを務めた。著書には次のものがある。『Dying for Time: Proust, Woolf, Nabokov』（2012年）、『Radical Atheism: Derrida and the Time of Life』（2008年）、『Kronofobi: Essäer om tid och ändlighet』（英語名『Chronophobia: Essays on Time and Finitude』、2002年）。

## 代表作

### Radical Atheism
ラディカル無神論（Radical Atheism）とは、脱構築に対する重要な介入であり、ジャック・デリダの思考における時間と空間、生と死、善と悪、自己と他者という二項関係に新たな説明を与える概念である。デリダの思考には倫理的・宗教的「転回」があったという一般的な考えに反して、ヘグルンドの主張によれば、ラディカル無神論こそがデリダの初期から晩年の著作に一貫した思想であったといえる。伝統的に、無神論は神や不死を否定してきたが、神や不死に対する欲望についての問題は問われてこなかった。対照的に、ラディカル無神論が示そうとしているのは、無時間的永遠性に対する欲望（不死）は時間の中で生き続けたいという欲望（生存）とは異化している、ということである。我々のあらゆるコミットメントは、超越的な理念への依存ではなく、有限な生に対する投資と配慮を前提としているのである。脱構築的な時間理論を展開しつつ、ヘグルンドが論じているのは、デリダが時間的有限性という条件のもとで、アイデンティティーの構成、倫理の暴力性、宗教の欲望、政治的解放といった主題をいかに再考しているかである。
「ラディカル無神論」は、コーネル大学で行われた学術会議「The Challenge of Radical Atheism: Critical Responses」の主題であるとともに、学術誌『CR: The New Centennial Review, Living On: Of Martin Hägglund』特集号のテーマに選ばれ、デレク・アトリッジ、ジョン・カプート、エルネスト・ラクラウらによる議論と応答が掲載された。ラクラウは次のように述べている。「ヘグルンドの分析は脱構築の零度と呼べる点に達している。この地点において脱構築の論理は内的潜在力を発揮しており、他の様々な種類の（倫理的、宗教的などの）ヘゲモニー的言説には回収されえない」。ジョナサン・カラーは、「宗教における脱構築を求める者に対する決定的な応答」だとしている。

### Dying for Time
『Dying for Time』は、マルセル・プルースト、ヴァージニア・ウルフ、ウラジーミル・ナボコフの作品において時間の問題を新たに読み込む仕事である。ジークムント・フロイトとジャック・ラカンを援用して、ヘグルンドは時間と欲望の関係についての独自の理論（「時間的リビドー（chronolibido）」）を練りあげ、哀悼と抑鬱、快楽と痛み、愛着と喪失の関係を考察している。

## 著作
- This Life: Secular Faith and Spiritual Freedom, Pantheon Books, 2019.
宮﨑裕助、木内久美子、小田透訳『この生――世俗的信と精神的自由』名古屋大学出版会、2024年
- Dying for Time: Proust, Woolf, Nabokov, Cambridge, MA: Harvard University Press, 2012.
- Radical Atheism: Derrida and the Time of Life, Stanford: Stanford University Press, Meridian: Crossing Aesthetics, 2008.
吉松覚、島田貴史、松田智裕訳『ラディカル無神論――デリダと生の時間』法政大学出版局、2017年
- Kronofobi: Essäer om tid och ändlighet (Chronophobia: Essays on Time and Finitude), Stockholm/Stehag: Brutus Östlings Bokförlag Symposion, 2002.